# Sulîmivka, Iahotîn
Sulîmivka (în ucraineană Сулимівка) este localitatea de reședință a comunei Sulîmivka din raionul Iahotîn, regiunea Kiev, Ucraina.

## Demografie
Componența lingvistică a localității Sulîmivka
     Ucraineană (96,77%)
     Rusă (3,11%)
     Alte limbi (0,11%)
Conform recensământului din 2001, majoritatea populației localității Sulîmivka era vorbitoare de ucraineană (96,77%), existând în minoritate și vorbitori de rusă (3,11%).